# Valea Cerului, Bihor
Valea Cerului este un sat în comuna Suplacu de Barcău din județul Bihor, Crișana, România.
Valea Cerului este o comunitate de slovaci,  înființată la începutul secolului al XX-lea.  
La recensământul din 2014 au fost înregistrate 450 de persoane.Din punct de vedere confesional, majoritatea locuitorilor sunt romano-catolici (96,96%).  
 Acest articol despre o localitate din județul Bihor este deocamdată un ciot. Puteți ajuta Wikipedia prin completarea lui.